# 龙潭河
龙潭河，是中国长江流域的一条河流，汇入梅江，属于沅江水系。河长60千米，流域面积1266平方千米，多年平均流量35立方米每秒。自然落差676米。水能理论蕴藏量4万千瓦。